# Kanton Grostenquin
Kanton Grostenquin (fr. Canton de Grostenquin) byl francouzský kanton v departementu Moselle v regionu Lotrinsko. Tvořilo ho 31 obcí. Zrušen byl po reformě kantonů 2014.

## Obce kantonu
- Altrippe
- Baronville
- Bérig-Vintrange
- Biding
- Bistroff
- Boustroff
- Brulange
- Destry
- Diffembach-lès-Hellimer
- Eincheville
- Erstroff
- Frémestroff
- Freybouse
- Gréning
- Grostenquin
- Guessling-Hémering
- Harprich
- Hellimer
- Landroff
- Laning
- Lelling
- Leyviller
- Lixing-lès-Saint-Avold
- Maxstadt
- Morhange
- Petit-Tenquin
- Racrange
- Suisse
- Vahl-Ebersing
- Vallerange
- Viller